# Foire du camionneur de Barraute
Pour les articles homonymes, voir Barraute.
La Foire du camionneur de Barraute est un festival qui se passe dans la ville de Barraute en Abitibi-Témiscamingue rassemblant chaque année des milliers de visiteurs.

## Historique
Le Foire du camionneur de Barraute tient son origine lors d’une assemblée générale. Plus d’une 30 de camionneurs qui participent à cette assemblée. Le but étant d’amasser des dons afin de pouvoir financer la dette engendrée par la construction de l’aréna de la ville. L'assemblée sert à accumuler des dons pour divers organisme locaux et régionale.Le festival attire aujourd'hui plusieurs milliers de visiteurs et visiteuses. Le festival a été fondé en novembre 1986 .

## Objectifs
L’objectif pour la Foire du camionneur de Barraute est de soutenir financièrement des organismes, notamment qui viennent en aide aux personnes âgées, à la jeunesse et aux services de santé et des personnes handicapées de la région.

## Activités
Cet évènement attire aujourd’hui plus de 36 000 visiteurs et depuis toutes ces années, le festival s’est fait une place de prestige et c’est un évènement d’envergure pour la région de l'Abitibi-Témiscamingue. Cet évènement est également similaire a celui que l’on retrouve à Notre-Dame-du-nord avec le rodéo du camion qui fait partie également des festivals importants dans la région qui se présente chaque année vers le début du mois d’Août. Les activités principales du festival  sont les courses de camions. C'est grâce à  son ambiance familiale que ce festival est toujours présent. La foire du camionneur a également battu des records dans la participation de plus de camionneurs que la normale.

## Course de camion
Le festival de la foire du camionneur de Barraute propose plusieurs catégories de course. Les catégories courantes dans les courses sont le  Bob tail, qui consiste en une course contre la montre, la course chargée, qui consiste en une course avec des camions chargée de matériel.

## Spectacle
Des spectacles de musiques par différents artistessont présentés chaque année. Parmi les musiciens notables qui ont participé à l'événement, on note Kaïn, Matt Lang et des hommages a ACDC et Metallica.